# Нацизм и религия

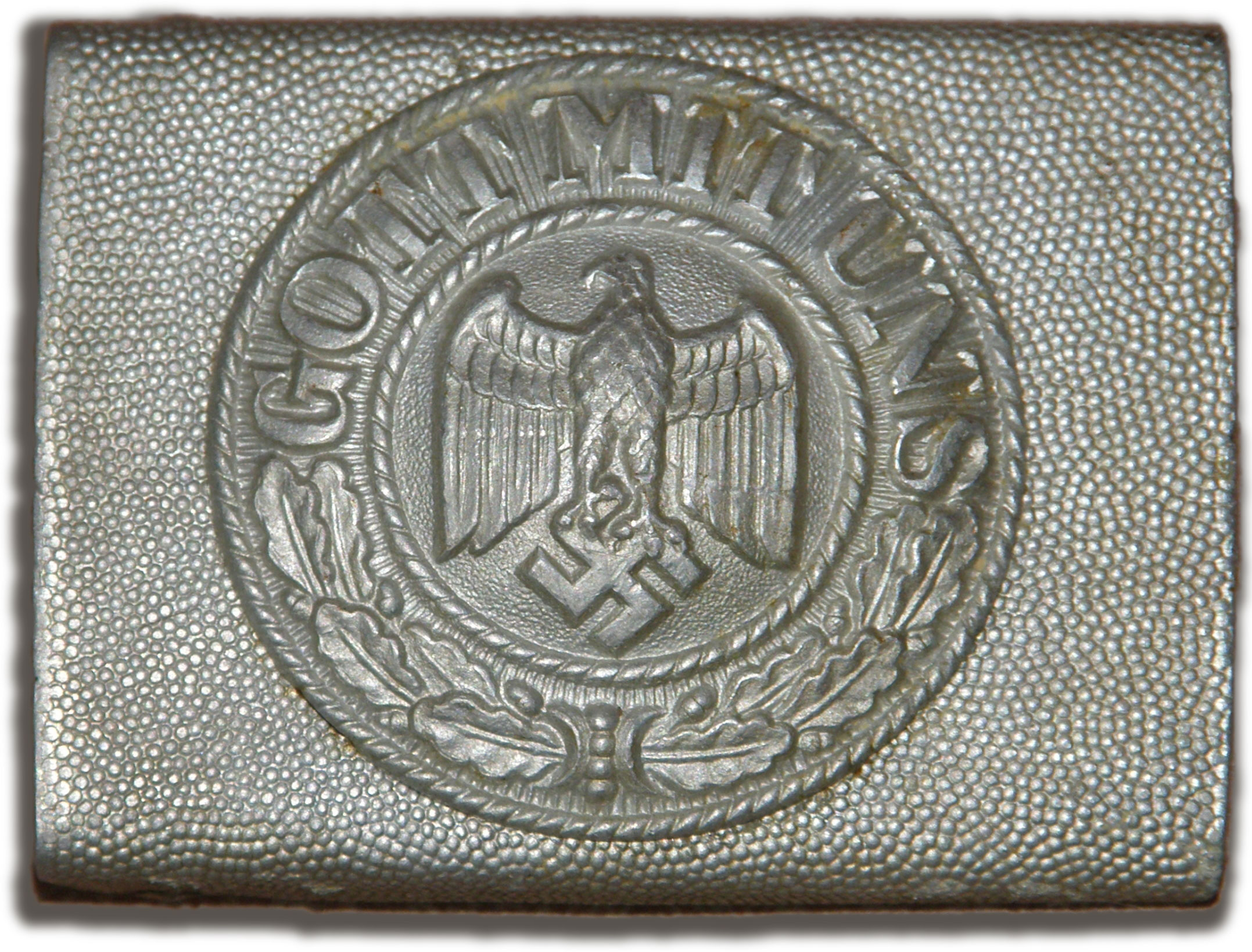
Солдатская пряжка ремня армии вермахта. Надпись: «Gott mit uns» — «С нами Бог»

Нацизм включал околорелигиозные убеждения в существование расы «арийских» богочеловеков, в необходимости истребления «низших рас» и в наступление тысячелетней эры немецкого мирового господства. Политика нацистской Германии в отношении различных религий и их представителей зависела как от нацистской идеологии, так и от конкретных политических обстоятельств.
По состоянию на 1939 год более 95 % немцев были крещёными и платящими налоги членами двух официальных церквей — Evangelisch (протестантской), в её лютеранской, реформатской и объединённой лютеранско-реформаторской вариациях, либо Римско-католической. Протестантов среди этих немцев было примерно в три раза больше, чем католиков. Меньшие христианские группы — методисты, баптисты, меннониты, квакеры, адвентисты седьмого дня, свидетели Иеговы и другие — составляли менее 2 % населения страны. Как институты, церкви давали существенно разные ответы на национал-социализм, от в целом сговорчивой позиции протестантов и католиков до решительного сопротивления свидетелей Иеговы. Реакция отдельных членов церквей различалась ещё больше: от рьяных соучастников нацистских преступлений до жертв преследований и спасителей тех, кого нацисты намеревались уничтожить. К 1945 году христианские церкви могли претендовать на звание единственных крупных учреждений в Германии, которые пережили нацистское правление нетронутыми, но цена этого выживания часто была высока.

## Нацизм, католичество и протестантизм

### Нацистская Германия и её зона оккупации

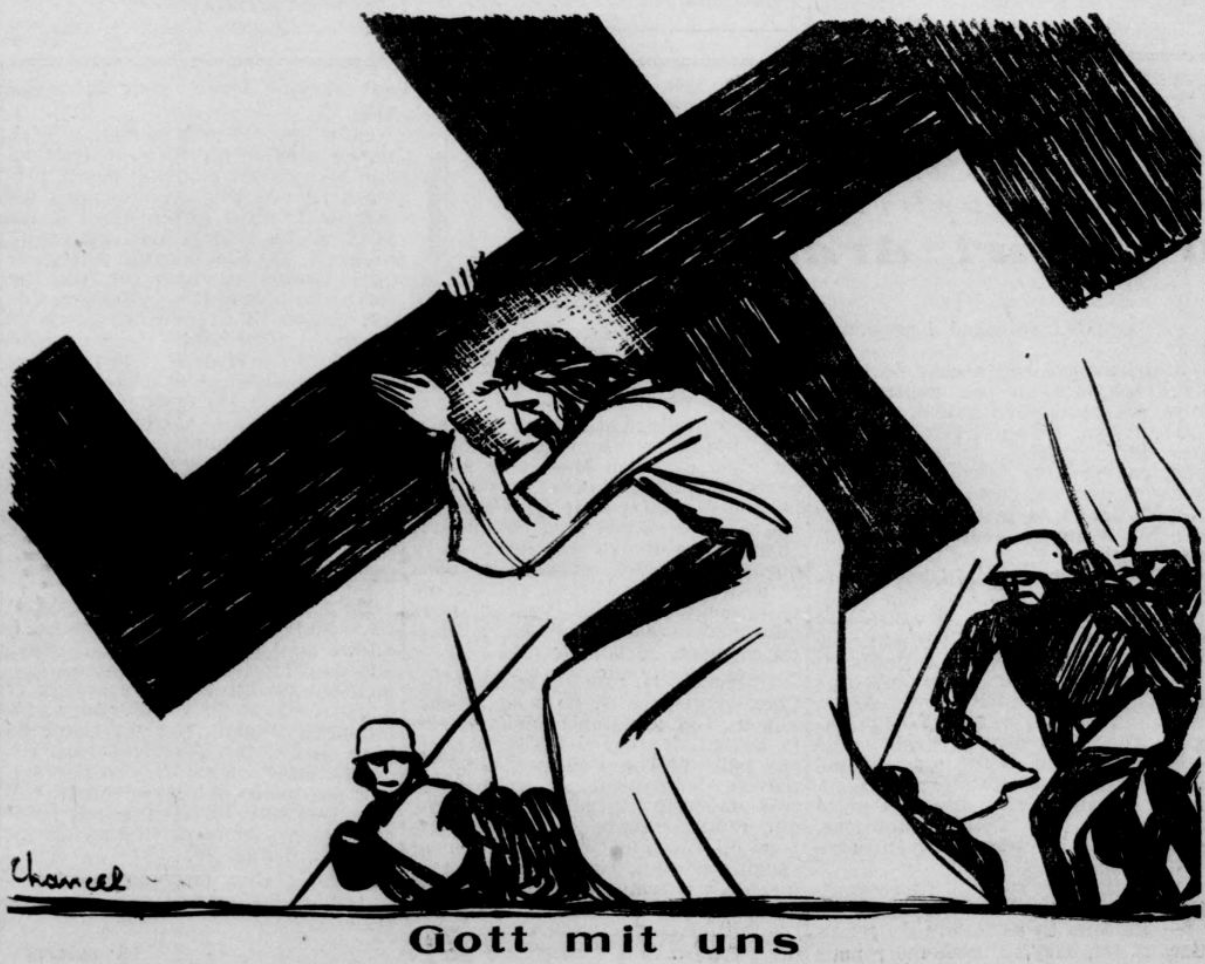
Карикатура Жана-Луи Шанселя с немецким девизом Gott mit uns («С нами Бог»), 1935

Немецкие церкви были соучастниками преступлений нацистского режима. Отдельные члены церкви числились среди нацистских преступников на всех уровнях. Гитлер всю жизнь номинально оставался католиком. Айнзацгруппы (мобильные эскадроны смерти), убившие сотни тысяч евреев, цыган/рома и пациентов психиатрических больниц, включали в свои ряды лиц с высшими степенями в протестантской теологии. Далеко не все члены христианских церквей, оказавшихся под властью нацистов, были преступниками, но, поскольку христиане составляли большую часть населения европейских стран, подавляющее большинство нацистских преступников были христианами — в том смысле, что они были крещены и воспитаны в домах и школах, где христианская Библия, молитва Господня и христианские гимны были повседневностью.
Как учреждения, немецкие церкви были сообщниками и пособниками, а не непосредственно преступными организациями. Пропагандируя представления о евреях как об «убийцах Христа» и воспитывая презрение к иудаизму, церкви способствовали формированию в обществе восприимчивости к нацистскому антисемитизму. Христианские антиеврейские идеи сами по себе не стали причиной осуществлённого нацистами геноцида и не повлияли на высших лиц, принимавших решения. Однако они помогли оправдать преследование евреев теми, кто исполнял и допускал антисемитскую политику. Связь между христианской антиеврейской традицией и светским антисемитизмом способствовала метафизической «безотлагательности» и интенсивности нацистской атаки евреев.

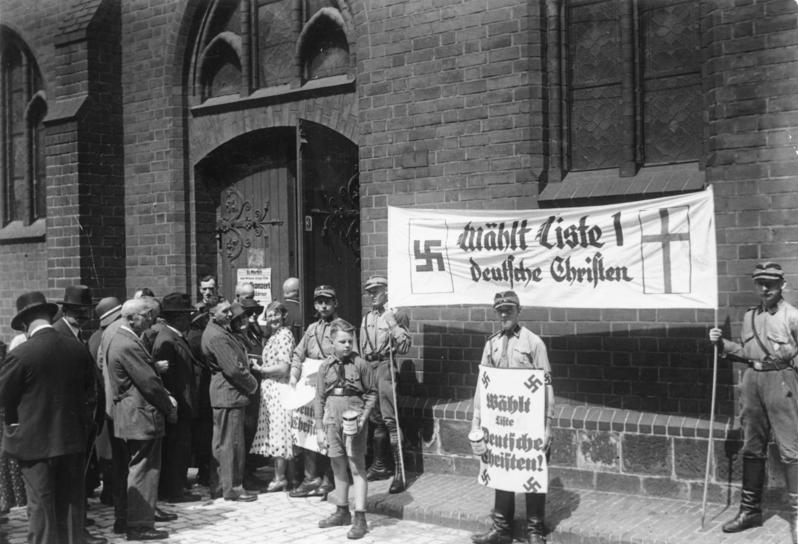
Гитлерюгенд и СА призывают голосовать за партию «Немецкие христиане», 1933

Структурные и исторические различия определили конкретные ответы на нацизм со стороны протестантов и католиков, но обе доминирующие церкви повысили авторитет гитлеровского режима внутри страны и за рубежом. Лидеры немецких протестантов приветствовали приход нацистов к власти в 1933 году. Массовые зрелища в церковных помещениях, такие как День Потсдама в марте 1933 года и групповые свадьбы нацистов в форме, давали понять немцам-мирянам и иностранным наблюдателям, что лидеры протестантов благословляют Гитлера и его дело.
Некоторые энтузиасты-протестанты присоединились к Deutsche Christen («Немецкое христианское движение»), занятому поиском явного синтеза христианства и нацизма. Они нападали на «неарийских» христиан и начали кампанию по очищению христианства от всех следов иудаизма. Весной 1933 года, вдохновлённые запретом на пребывание евреев на государственной службе, «Немецкие христиане» попытались вытеснить «неарийское» духовенство с протестантских кафедр. В знак протеста Мартин Нимёллер, пастор из Берлин-Далема, организовал Чрезвычайную лигу пасторов. Организация Нимёллера переросла в Bekennende Kirche («Исповедующую церковь»), движение внутри устоявшегося протестантизма (не отдельную церковь), целью которого стала защита церковной целостности.
Борьба между «Немецкими христианами» и «Исповедующей церковью» за контроль над немецким протестантизмом стала известна как «церковная борьба». Несмотря на остроту этого спора, члены обоих лагерей, а также многочисленные нейтральные протестанты склонялись к старым антиеврейским взглядам. Даже Нимёллер, который провёл годы в нацистских тюрьмах, характеризовал себя как антисемита. Он признавал, что обращённые в христианство имеют права в церкви, но считал, что Германия страдает от «еврейской проблемы» и описывал страдания евреев как «проклятие», расплату за распятие Христа.
Руководители Римско-католической церкви Германии изначально в меньшей степени склонялись к национал-социализму, чем их протестантские коллеги. До 1933 года Католическая партия центра продолжала бороться на политической арене, и некоторые католические священники, обеспокоенные тем, что нацистская идеология поставила понятие расы выше лояльности ко вселенской церкви, отказывались совершать таинства для лиц в форме штурмовиков или СС. Хотя отдельные епископы поддерживали Гитлера и одобряли меры, предпринятые нацистским режимом против коммунистов и евреев, но католических круги в целом не демонстрировали того воодушевления, которое охватило протестантскую иерархию в начале 1933 года.
К середине 1933 года ситуация изменилась. В июле представители Гитлера подписали конкордат с Ватиканом. В переговорах ключевую роль сыграл папский нунций в Берлине Эудженио Пачелли (впоследствии папа Пий XII). Это соглашение стало первым крупным успехом Гитлера во внешней политике и послужило как для того, чтобы заглушить опасения католиков в самой Германии, так и чтобы повысить международный престиж национал-социализма. Конкордат фактически изолировал тех священников и епископов, которые активно выступали против нацистского расизма и неоязычества, от их прихожан, многие из которых не видели противоречия между тем, чтобы быть хорошими католиками и хорошими нацистами. Конкордат также изолировал их от Ватикана, который принял нацистскую Германию как оплот борьбы против коммунизма.
Протестантская и католическая церкви также способствовали изоляции евреев как цели нацистской агрессии. Хотя нацистская идеология утверждала, что еврейство является расовым явлением, Нюрнбергские законы 1935 года опирались на религию бабушек и дедушек, чтобы определить, кто считается «арийцем», а кто «евреем». Именно доминирующие церкви предоставляли документы, записи о крещениях и браках, которые требовались для установления «кровных линий».
Одним из примеров соучастия церквей в преступлениях нацистского режима является их причастность к реализации нацистской программы эвтаназии, включая убийство людей, считающихся инвалидами, которая началась в 1939 году. Многие из примерно 70 000 немцев, убитых по этой программе, жили в больницах и домах, находящихся в ведении крупных церквей, многие из которых подчинялись властям. Некоторые администраторы отказались участвовать в реализации программы; отдельные врачи, медсестры и обслуживающий персонал боролись со своей совестью, некоторые протестантские и католические священнослужители протестовали против убийств с кафедры. Однако как институт протестантская церковь не пыталась поощрять такое сопротивление или защитить его участников. В этом отношении Католическая церковь сделала несколько больше.
Результатом большого числа научных и популярных анализов ситуации является вывод, что немецкие церкви были жертвами нацизма. Несмотря на то, что нацистское руководство использовало христианскую лексику и символы в своих собственных целях, нацистский режим демонстрировал враждебность по отношению к институционализированному христианству. В целом католицизм с его международной иерархией воспринимался режимом как более опасный, чем протестантизм. Нацистские власти преследовали церковные организации; налагали ограничения на такие виды церковной деятельности, как работа с молодёжью; вели негативную пропаганду, обвиняя церкви и христианство в целом в том, что они не являются немецкими, испорчены еврейством и ослабляют немцев. В меморандуме направленном в декабре 1941 года всем гаулейтерам и разосланном СС Мартин Борман заявил:

Национал-социалистские и христианские идеи несовместимы… Если, поэтому, в будущем наша молодёжь ничего не будет знать о христианстве, чьи доктрины во многом уступают нашим, христианство исчезнет само собой. Все влияния, которые могут ослабить или нанести ущерб народному руководству, которое осуществляется фюрером при помощи НСДАП, должны быть устранены: народ должен быть всё более и более отделён от церкви и её рупора — пасторов.
Большое число католических священников и монахов было замучено в нацистских лагерях смерти. В Польше в концлагерях погибло более 2,5 тысяч священников и монахов. В концлагере Дахау существовали «бараки священников», через которые прошло около 2 600 католических священников, многие из которых погибли. Некоторые из замученных священников и монахов были впоследствии канонизированы (Максимилиан Кольбе, Титус Брандсма, Эдит Штайн и другие). Была экспроприрована собственность более 300 католических учреждений и монастырей.
Тем не менее, правительство Гитлера продолжало собирать и распределять церковные налоги. Нацистские власти разрешали изучать теологию в государственных университетах и не пытались изъять церковную собственность. Из числа немецких церковных организаций только Свидетели Иеговы однозначно принадлежат к жертвам нацизма. Некоторые католические (1075 военнопленных и 4829 гражданских лиц работали в 800 католических заведениях — больницы, жилые дома и монастырские сады) и протестантские организации в Германии во время войны использовали принудительный труд военнопленных.
В 1937 году папа Пий XI опубликовал энциклику Mit brennender Sorge (С огромной обеспокоенностью), в которой констатировал, что условия конкордата нарушаются нацистами. Энциклика была зачитана во всех католических церквях Германии и содержала в себе критику нацистской идеологии и указывала на несовместимость нацизма с христианскими принципами:
Кто возводит расу, или народ, или государство, или частную форму государства, или власть имущих, или иную какую-либо фундаментальную ценность человеческого общества, — как бы необходимы и почётны ни были их функции в мирских делах, — кто возводит эти понятия превыше принадлежащего им достоинства и обожествляет их до степени идолопоклонства, тот искажает и извращает мировой порядок, замышленный и сотворённый Богом.
Оценка деятельности Католической церкви и папы Пия XII во время Второй мировой войны остаётся противоречивой. С одной стороны, Католическая церковь спасла от смерти тысячи евреев, получавших убежище в монастырях. В самом Ватикане во время немецкой оккупации Рима в 1944 году нашли убежище сотни евреев, которым грозила депортация в Освенцим и другие лагеря смерти. С другой стороны, папа подвергается критике за «молчание» в период войны, когда он, соблюдая нейтралитет, воздерживался от публичной критики нацистских преступлений. С момента избрания Пия XII жалобы Ватикана на обращение немецких властей с католической церковью страны резко сошли на нет.

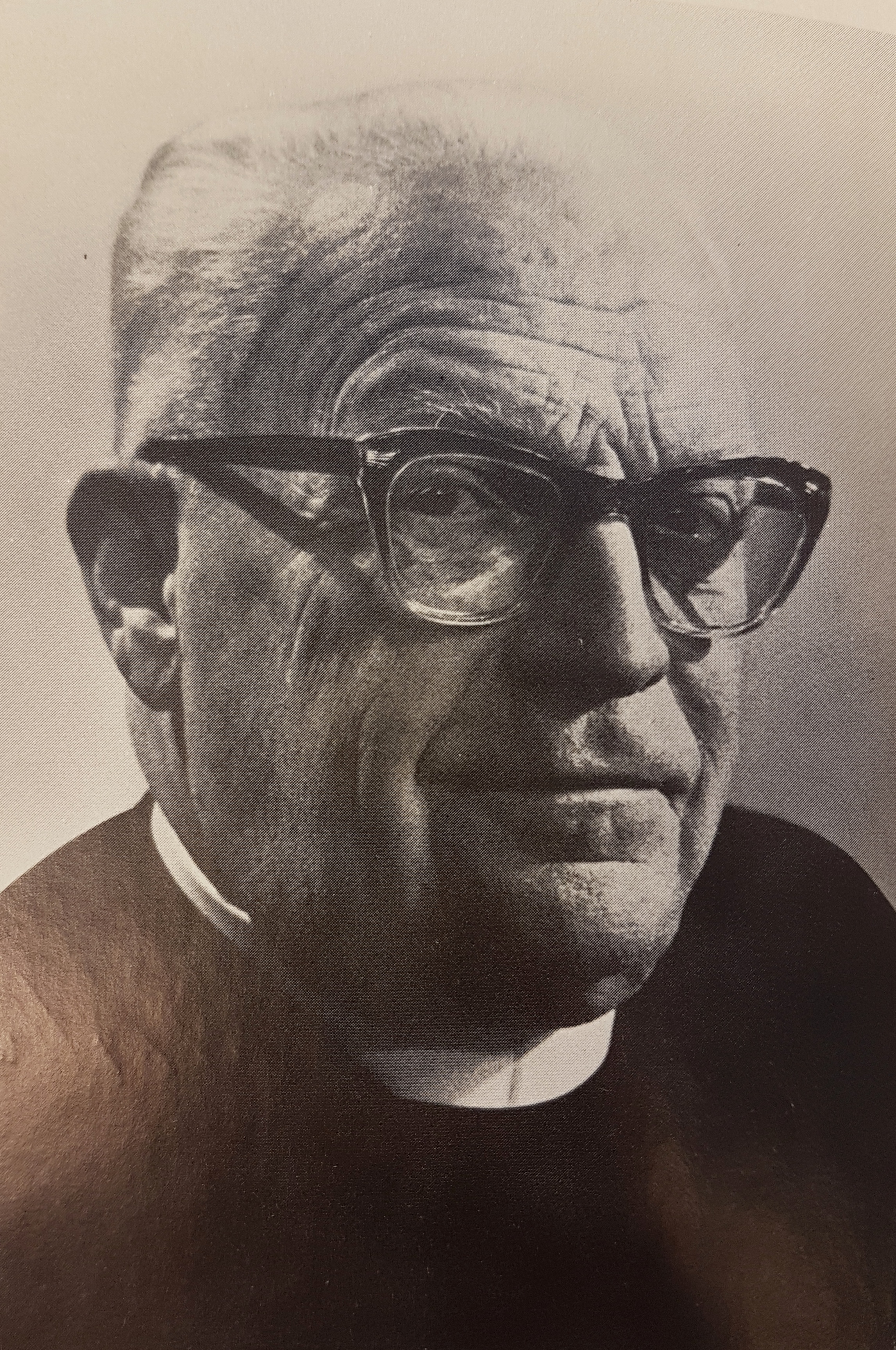
Пастор Генрих Грюбер, спасший более тысячи людей христианского и еврейского происхождения, праведник народов мира

Некоторые члены церквей стали спасителями тех, кого нацисты пытались уничтожить, однако, учитывая масштабы убийств, эта помощь была незначительной. Пастор Генрих Грюбер работал с «Исповедующей церквью» в Берлине, чтобы помочь обращенным из иудаизма и их семьям покинуть страну. Грюбер попал в концентрационный лагерь Дахау. Однако даже Грюбер считал убийства евреев нацистами Божьим наказанием для них. Католический священник Бернхард Лихтенберг публично молился за евреев, депортированных из Берлина на смерть. Он тоже был арестован по доносу в гестапо членов его общины. Лихтенберг умер в 1943 году во время перевозки в Дахау. Епископ Август Граф фон Гален протестовал против убийства немцев, считавшихся инвалидами, и хотя эти убийства не прекратились, общественное внимание, которое он привлёк к программе умерщвления, заставило её организаторов приложить больше усилий, чтобы замести следы. Однако такие примеры были редки, и их было значительно меньше в Германии, чем в Нидерландах, Бельгии, Франции, Италии и Польше. Однако немецкие случаи типичны по своей индивидуальной природе. Имеется лишь немного доказательств того, что церкви как социальные институты поддерживали спасение жертв режима.
В большинстве дискуссий немецкие церкви описываются как свидетели нацистских преступлений. Церковные учреждения и отдельных лиц часто обвиняют в молчании и бездействии. Предполагается, что лидеры и члены церквей имели информацию о происходящем, от усиливающихся преследований 1930-х годов до массовых убийств военных лет. Многие источники подтверждают, что они имели такие сведения: например, Хрустальная ночь, погром в ноябре 1938 года, носила публичный характер; военные капелланы были свидетелями массовых расстрелов евреев на Украине в 1941 году.
Второе предположение, которые стоит за обвинением в безучастности, заключается в том, что церкви могли бы сделать больше для спасения жертв. Маловероятно, что церкви смогли бы предотвратить или остановить войну и массовые убийства, однако они могли что-либо изменить. Чувствительность Гитлера к общественному мнению в сочетании с престижем немецких церквей в Германии и за рубежом давали церковным учреждениям некоторую власть. Энергичная критика нацистского режима в ранний период могла бы ослабить влияние Гитлера на население. Более широкое участие церквей в судьбах евреев и других жертв дало бы им некоторую уверенность в том, что «мир их не бросил».

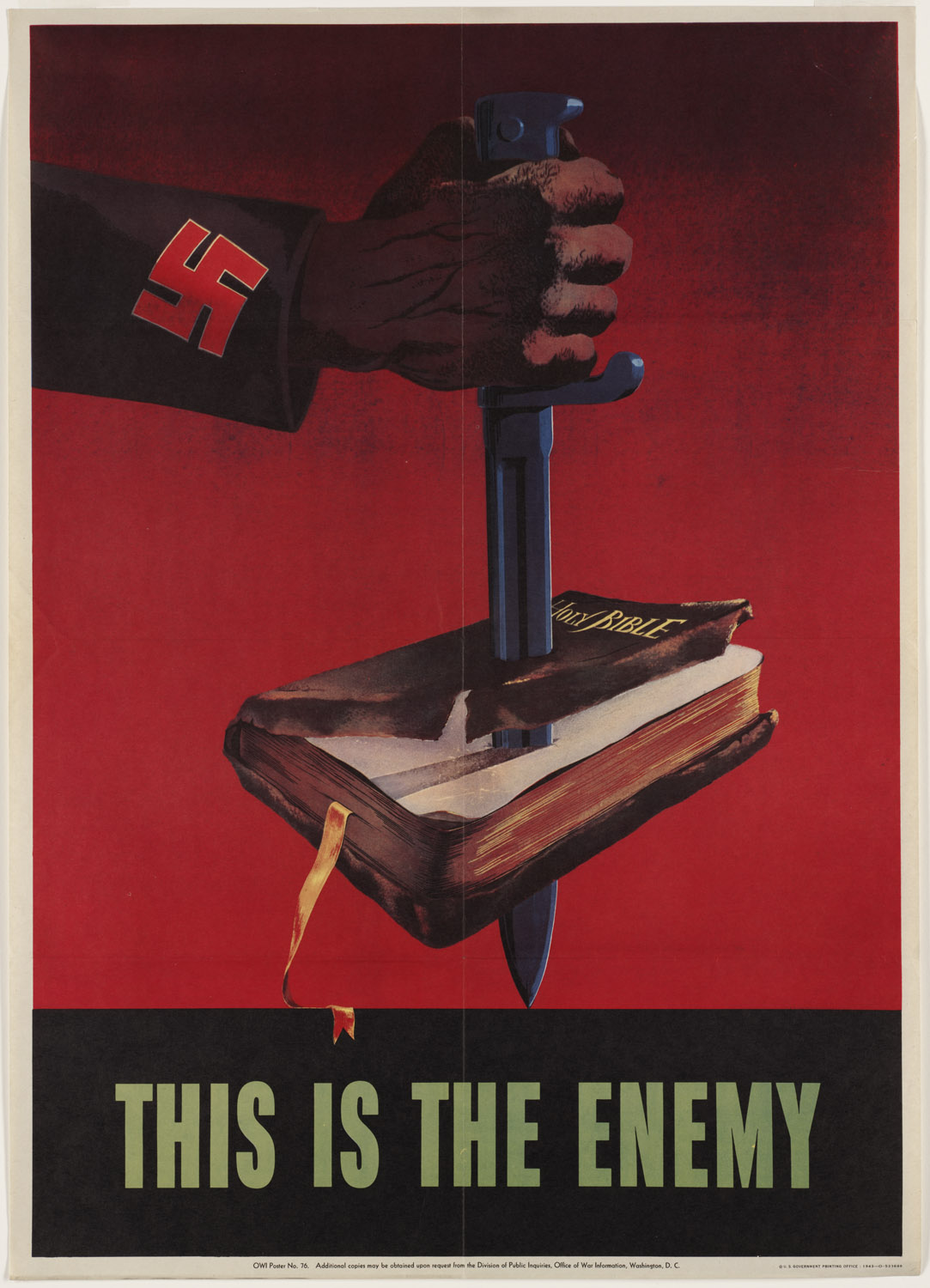
Американский плакат, 1943

Согласно показаниям бывшего офицера разведки армии США Уильяма Гоуэна в федеральном суде Сан-Франциско, чиновники Ватикана укрывали от ареста и суда нацистских военных преступников и коллаборационистов. Они также помогали укрывать и легализовывать собственность, отобранную у жертв нацистов, в том числе евреев. Так была оказана помощь Клаусу Барби («лионский мясник»), Адольфу Эйхману, доктору Менгеле и Францу Стенгелю — начальнику лагеря смерти Треблинка.

### Другие страны Оси и их союзники
В Италии с приходом местного фашизма к власти Католическая церковь получила даже больше власти и влияния, чем прежде (Латеранский договор, заключённый в феврале 1929 года). Наряду со значительными государственными дотациями она выговорила себе далеко идущие права вмешательства и контроля в области воспитания и семейной жизни. С 1929 оскорбление Папы Римского стало уголовно наказуемым преступлением.

 «В фашистском государстве религия рассматривается как одно из наиболее глубоких проявлений духа, поэтому она не только почитается, но пользуется защитой и покровительством» Бенито Муссолини. Доктрина фашизма. 1932 
Тесная связь между фашистским режимом и церковью была характерна для Румынии, Венгрии и Испании. Памятник Долина Павших, построенный по приказу генералиссимуса Франко, соединяет в себе как религиозную, так и фашистскую символику. В любом случае, религиозная мысль и религиозная жизнь в фашистском государстве строго цензурируется и контролируется государственной системой ввиду её тоталитаристской природы.
Нацистское движение усташей в Хорватии провозглашало поддержку Католической церкви, и в свою очередь поддерживалось рядом высокопоставленных католических клириков. 28 апреля 1941 года архиепископ Степинац призвал в своей энциклике поддерживать режим усташей, однако после разворачивания ими террора против нацменьшинств, выражал протест против преступлений. Множество католических священников принимали участие в насильственных обращениях сербов в католицизм.

## Нацизм и православие

### Нацизм и деятельность православных церквей
Первые контакты русской эмиграции с Гитлером относятся к началу 1920-х годов. Для многих эмигрантов Третий рейх представлялся единственной реальной силой, способной сокрушить советский режим. Вместе с тем, ряд исследователей соглашается с тем, что «Германский фашизм был не менее враждебен христианству и особенно Русской Православной Церкви, чем советский коммунизм. Тем не менее их столкновение, приведшее к оккупации германской армией значительной части территории СССР приблизительно с одной третью населения страны, создало особые условия, сыгравшие решающую роль в судьбе Русской Православной Церкви».
Православие рассматривалось нацистами как важный инструмент борьбы против своих политических противников и повышения своего авторитета в странах с преимущественно православным вероисповеданием (СССР, Румыния, Болгария, Греция). В свою очередь, воинствующий антибольшевизм фашистов был положительно воспринят рядом православных иерархов белоэмигрантской среды.
В течение 1920-30-х годов нацисты предприняли ряд мероприятий для сближения с православием в Германии. Рейхсминистерство религиозных культов поддержало Германскую епархию Русской зарубежной церкви (РПЦЗ), находившейся в оппозиции к Московскому Патриархату, и предоставило ей государственный статус «корпорации публичного права», имевшийся только у лютеран и католиков. В 1938 году нацисты финансировали строительство в Берлине нового кафедрального собора Воскресения Христова РПЦЗ на Гогенцоллерндамм, а также капитальный ремонт 19 православных храмов. При этом, храмы другой русской православной юрисдикции — Западноевропейского экзархата русских приходов — были конфискованы и переданы РПЦЗ.
Первоиерарх РПЦЗ митрополит Анастасий (Грибановский) в благодарственном письме писал министру Гансу Керлу: «В то время, когда Православная Церковь на нашей Родине подвергается беспрецедентным преследованиям, нас особенно трогает внимание Германского правительства и ваше лично, пробуждает в нас чувство глубокой благодарности германскому народу и его славному вождю Адольфу Гитлеру и побуждает нас к сердечной молитве за его и германского народа здоровье, благополучие и о Божественной Помощи во всех их делах». Вместе с тем, в отношениях нацистов с православной церковью имели место и трения: так, в 1938 году, немцы потребовали от Синода РПЦЗ отзыва берлинского архиепископа Тихона (Лященко) по обвинению в сочувствии к евреям.
После начала Второй мировой войны и оккупации Польши немецкие власти передавали Польской Православной Церкви церковное имущество, отобранное ранее польскими властями, а также поддержали открытие в Бреслау православного богословского института.
После первых успехов в ходе Второй мировой войны гитлеровское руководство, надеясь на быструю победу, свернуло поддержку православных церквей в Европе. При занятии Югославии и нападении на СССР в 1941 году руководство РПЦЗ во главе с митрополитом Анастасием, располагавшееся в Сербии, подверглось преследованию и обыскам. Во время захвата немцами Бельгии весной 1940 брюссельский архиепископ Александр (Немоловский) был арестован гестапо и был «выдан на поруки» только Германскому архиепископу Серафиму (Ляде). Репрессиям подверглись и высшие иерархи Сербской Церкви (включая Патриарха Гавриила).
В начале войны многие русские эмигранты считали нацистскую Германию меньшим злом, чем сталинский режим, и приветствовали начало войны между СССР и Германией. Протоиерей Александр Киселёв (будущий духовник генерала Власова и его окружения), вспоминая 1941 год писал: «Сколько новых страданий принесет эта война… и как встречная волна моего сознания: но ведь только этой кровью может прийти освобождение от того моря крови и мук, которые претерпевал народ наш под безбожной коммунистической властью». Тем не менее, руководство РПЦЗ не было единодушным в этом вопросе. Митрополит Анастасий, высказывавший по некоторым случаям вместе с другими представителями РПЦЗ поддержку германскому правительству, воздержался от предложений об издании какого-либо послания в связи с нападением Германии на СССР (см. подробнее). Вскоре после окончания войны митрополит Анастасий заявил, что Архиерейский Синод РПЦЗ «никогда не предписывал молитв о „победах Гитлера“ и даже запрещал их, требуя, чтобы русские люди молились в это время только о спасении России».
Руководство РПЦЗ желало использовать начавшуюся войну с СССР для возрождения церковной жизни в России. Начиная с 26 июня 1941 года митрополит Анастасий неоднократно обращался в Берлин с предложениями о создании на оккупированной территории СССР своего церковного управления, но не нашёл поддержки у германского руководства из-за противодействия Министерства восточных территорий, возглавлявшегося Альфредом Розенбергом. Вторжение Германии в СССР приветствовал парижский иерарх РПЦЗ митрополит Серафим (Лукьянов): «Да благословит Всевышний великого Вождя Германского народа, поднявшего меч на врагов самого Бога… Да исчезнут с лица земли масонская звезда, серп и молот».

### На оккупированных территориях

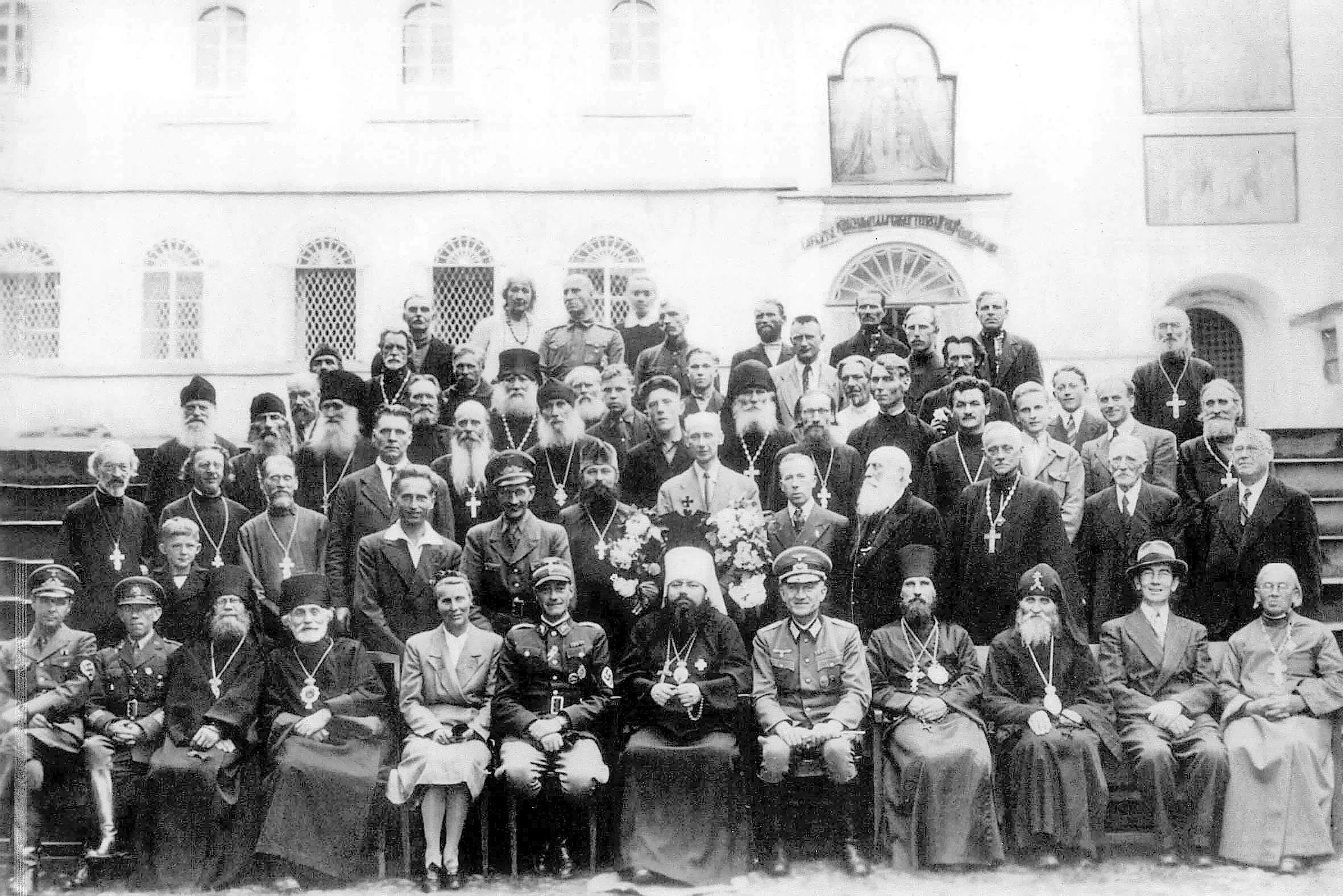
Митрополит Сергий (Воскресенский) и монахи Псковско-Печерского монастыря (РПЦ) с немецкими офицерами, 1941

В позиции немецких властей на оккупированных территориях СССР сочетались взаимоисключающие подходы. С одной стороны, рейхсминистр Альфред Розенберг стремился к возрождению на подконтрольных Германии территориях религиозных групп, в том числе православия, с помощью создания автономных и неподотчётных друг другу церковных структур, исключая возможность возникновения единой мощной церковной организации. Розенберг составил в июне 1942 года эдикт о терпимости, в котором определялась немецкая церковная политика в оккупированных областях. Из-за вмешательства Мартина Бормана этот эдикт в России так и не вышел, а Кох (Украина) и Лозе (Прибалтика) опубликовали его сокращенные версии. В опубликованных распоряжениях провозглашалась религиозная свобода и право верующих организовывать религиозные объединения. Но в то же время, как и в советском законодательстве, подчеркивалось, что отдельные религиозные объединения являются автономными, чем ограничивалась административная власть епископов.
С другой стороны, нацистскому руководству и генералитету Вермахта на оккупированных территориях предпочтительнее было существование единой православной церкви, хотя бы в каждом из регионов (Прибалтика, Украина). Более того, на совещании в рейхсминистерстве восточных земель 20 июня 1942 было принято решение, что для оккупационных властей выгодно объединение всех православных вокруг московского экзарха с целью выселения их после войны в рейхскомиссариат «Москва».
На оккупированных территориях по инициативе населения и часто при поддержке немецкого командования к храмовому богослужению возвращались тысячи приходских и монашеских общин, в советское время ушедших в подполье. Некогда закрытые храмы впервые за долгие годы были отреставрированы и переполнены молящимися. На оккупированных территориях одно время оказалось больше действующих храмов, чем во всей остальной Советской России, что во многом способствовало изменению отношения советской власти к Русской Церкви, которая из гонимой к середине войны превратилась в возрождающуюся.
Нацисты требовали, чтобы каждая газета или журнал на оккупированной территории имели религиозную рубрику. Для большей убедительности и усиления эффективности пропаганды материалы о «религиозном возрождении в освобожденной Германией России» часто сопровождались сериями фотографий. Открытие церквей, религиозные церемонии, фотографии священников широко публиковались не только на оккупированных территориях, но и в самом III Рейхе. Со страниц печати священники, сотрудничавшие с оккупантами, неоднократно выступали с призывами к населению о необходимости всячески содействовать германским властям. К примеру, в 1943 году вышло несколько листовок к партизанам за подписью смоленского епископа Стефана. В них он призывал народных мстителей сложить оружие и перейти на сторону оккупантов, в противном случае, писалось в листовке, «Божья кара, которая скоро вас постигнет, будет страшной».
Очень часто пропаганда христианских идей в газетах вплотную смыкалась с пропагандой антисемитизма, напоминалось, что большевизм является выдумкой евреев.
Вместе с тем, в Прибалтике произошло расширение территории Русской Православной Церкви и укрепление власти митрополита Сергия (Воскресенского). Попытки иерархов Латвии и Эстонии о создании автономных церквей были пресечены гитлеровским руководством. Оккупационные власти разрешили митрополиту Сергию сохранить каноническую связь с Патриархией, заключавшуюся в возношении имени Местоблюстителя на богослужении.
С лета 1942 года в оккупированных областях центральной России немцы стали использовать русских священников в лагерях военнопленных. После молебна священник обязательно выступал с проповедью, говоря что эта война послана Богом в наказание за воинствующий атеизм большевиков. Пленных красноармейцев призывали молиться «за скорейшее окончание войны, разгром жидо-большевизма и скорейшее возвращение домой».
В Белоруссии немецкие власти сделали ставку на создание национальной белорусской автокефальной церкви, опираясь здесь на белорусских националистов, приехавших сюда из Чехии и Польши. Несмотря на это, в марте 1942 митрополитом Минским и Белорусским был избран архиепископ Пантелеймон (Рожновский), который смог сохранить формальное каноническое подчинение большей части белорусских православных Москве. После освобождения Белоруссии советскими войсками белорусские архиереи во главе с Пантелеймоном уехали в Германию, где примкнули к РПЦЗ.
На территории Украины нацисты лавировали на противоборстве нескольких православных церквей: Автономная, основанная на решениях ей, глава — митр. Алексий (Громадский), и Автокефальной, порвавшая с Русской Церковью, глава — митр. Поликарп (Сикорский). За время немецкой оккупации на территории Украины было открыто 5400 храмов и 36 монастырей, были организованы пастырские курсы.
Православная церковь вела активную деятельность на оккупированных территориях РСФСР. Только в Смоленской области было открыто 60 храмов, в Брянской и Белгородской не менее 300, Курской — 332, Орловской — 108, Воронежской — 116. Значительную активность проявляла Псковская миссия.
Всего за три года оккупации было восстановлено более 40 % от дореволюционного количества церквей. В советской литературе говорится о 10 тысячах храмов. Кроме того, было воссоздано около 60 монастырей — 45 на Украине, 6 — в Белоруссии и 8-9 — в РСФСР. Практически все церкви, открытые в 1941—1943 годах оккупантами, продолжали функционировать до начала шестидесятых годов, до очередного гонения на церковь.

#### Псковская православная миссия

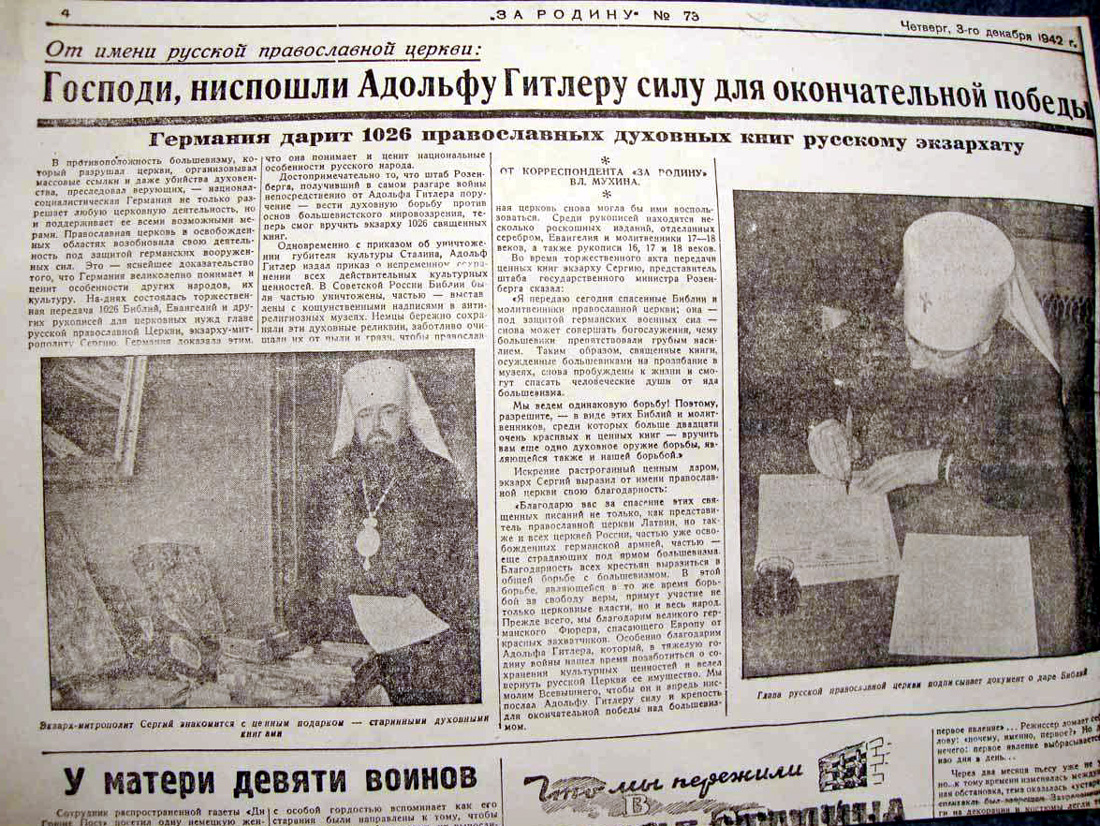
Псковско-рижская оккупационная немецкая газета «За родину» с заглавием статьи: «От имени русской православной церкви: Господи, ниспошли Адольфу Гитлеру силу для окончательной победы». На фото Сергий (Воскресенский)

Псковская православная миссия действовала в годы Великой Отечественной войны на оккупированной немецкими войсками территории Северо-Западных епархий России: Санкт-Петербургской, Псковской и Новгородской, а также Прибалтики. Инициатором создания Миссии был митрополит Виленский и Литовский Сергий (Воскресенский). В условиях немецкой оккупации он сумел сохранить каноническое единство Прибалтийских епархий с Русской православной церковью. Основу Псковской миссии составили русские священники из Рижской и Нарвской епархий. 18 августа 1941 года в этот город прибыли первые 14 миссионеров-священников, среди которых были как выпускники православного Богословского института в Париже, так и деятели Русского Христианского Союза. Первым начальником псковской Православной миссии стал протоиерей Сергий Ефимов, в октябре 1941 года его сменил протоиерей Николай Коливерский, после смерти которого в октябре 1942 года новым начальником был назначен протопресвитер Кирилл Зайц.
В новооткрытых храмах за богослужениями поминали митрополита Ленинградского Алексия (Симанского), в чьей епархии служили миссионеры, подчеркивая, что миссия — часть Русской Церкви. Но когда с советских самолетов начали разбрасывать подписанные Алексием (Симанским) антифашистские листовки, оккупационные власти запретили любое упоминание его имени в храмах.
12 сентября 1941 года экзарх Сергий обратился к германским властям с докладной запиской с просьбой о содействии церковной жизни, в которой доказывал оккупантам, что Московская патриархия никогда не примирялась с безбожной властью, подчинившись ей только внешне, и что поэтому он, Сергий, имеет моральное право призвать русский народ к борьбе против большевизма.
Значительным церковным событием того времени была передача Церкви Тихвинской иконы Божией Матери. Икона была спасена из горевшего храма в Тихвине при участии немецких солдат и передана Церкви немцами 22 марта 1942 года.
Немецкие власти стремились максимально использовать работу миссии для своих пропагандистских целей. Пропаганда активно велась через издаваемые на русском языке миссией газеты и журналы. В частности, большую роль в этом играл журнал «Православный христианин», начавший выходить в июне 1942 года. Все номера этого журнала предварительно проходили цензуру со стороны немецких пропагандистских служб, и если в них было «слишком много православия и слишком мало антибольшевистских материалов», их выпуск не разрешался.
22 июня по всем храмам отмечался «День освобождения русского народа», служились молебны о победе Германии над большевизмом
. Священникам также предписывалось выявлять неблагонадежных лиц, враждебно настроенных против немецкой армии и немецких властей, а также партизан и тех, кто им сочувствует; в их обязанность также входили и сбор сведений об урожайности того или иного района, количества зерна, овощей, скота.
Позднее миссионеры объясняли, что сотрудничали с немцами вынуждено. Один из миссионеров, протопресвитер Алексий Ионов, благочинный Островского округа в 1941—43 годах, много лет спустя писал в своих воспоминаниях:
Что немцы — зло, никто из нас не сомневался. Ни у кого из нас не было, конечно, никаких симпатий к завоевателям «жизненного пространства» нашей родины. Глубокое сострадание и сочувствие к бедствующему народу, нашим братьям по вере и по крови, — вот что наполняло наши сердца.
Особое внимание священники-миссионеры уделяли духовной помощи военнопленным — в ряде лагерей удалось открыть храмы. Также для военнопленных собирались пожертвования, одежда. Миссия заботилась и о сиротах. Стараниями прихожан был создан детский приют при храме св. Димитрия Солунского в Пскове для 137 мальчиков и девочек в возрасте от 6 до 15 лет. Ради возрождения религиозной жизни в регионе священство стало выступать в радиоэфире: еженедельные передачи шли из Пскова.
Миссия издала целый ряд циркуляров по поводу необходимости отбора и проверки всех претендентов в священнослужители новооткрытых храмов. Подобную политику можно объяснить не только опасениями миссии, что среди служителей церкви могут оказаться сочувствующие Советскому государству, но и тем большим количеством самозванцев, которые в условиях массового открытия церквей выдавали себя за священников. Так, благочинный гатчинского округа самозванец Иван Васильевич Амозов, бывший коммунист, смог успешно выдать себя за священника при помощи своей справки об освобождении из заключения, однако на Колыме в 1936 году он оказался не как «гонимый за веру», а за взяточничество и двоеженство.
Приходская жизнь проходила под двойным контролем. С одной стороны, деяния миссионеров-священников курировали оккупационные власти, а с другой — советские партизаны. Отчёт начальника миссии Кирилла Зайца немецкому руководству отмечал противоречивость имевшихся сведений: «По словам одних, партизаны считают священников врагами народа, с которыми стремятся расправиться. По словам других, партизаны стараются подчеркнуть терпимое, и даже благожелательное, отношение к Церкви и, в частности, к священникам». Немецкую администрацию интересовало особо, верит ли народ агитационным сообщениям об изменении церковной политики и как он на эти сообщения реагирует. Письменные сообщения стали поступать в Управление Миссии регулярно. Содержание их было разнообразным.
Вскоре после того как в 1943 году Москве было заключено соглашение между Сталиным и руководством Русской Православной Церкви, германское руководство созвало совещание православных архиереев Латвии, Эстонии и Литвы. В совещании принимали участие Сергий, митрополит Литовский, экзарх Латвии и Эстонии, архиепископ Иаков Елгавский, Павел, епископ Нарвский и Даниил, епископ Ковенский. Участники совещания объявили большевистской фальшивкой воззвания митрополита Сергия Страгородского и других архиереев о сопротивлении немцам.
Крупные осложнения с оккупационными властями начались у Экзарха осенью 1943 года: немцы настаивали на непризнании каноничности избрания Архиерейским собором в Москве в сентябре 1943 года Сергия (Страгородского) Патриархом. Оккупационные власти настаивали на проведении конференции с обязательной резолюцией против Патриарха. Но Экзарх в проекте резолюции не назвал даже имя Первосвятителя, не говоря уже об отмежевании от Московской Патриархии. Но упоминание имени Сергия как патриарха на богослужении было запрещено немцами .
28 апреля 1944 года экзарх митрополит Сергий был убит. Машина, в которой он ехал по пути из Вильнюса в Ригу, была расстреляна на шоссе близ Ковно людьми в немецкой военной форме. С ним были убиты его шофер и двое сопровождавших.
Осенью 1944 года началось восстановление советской власти в Прибалтике. В конце 1943-го о. Кирилл Зайц подписал циркуляр о том, чтобы при отступлении немцев все церковные ценности были изъяты из храмов и эвакуированы в Псков. Затем их погрузили в вагоны и отправили в Ригу. Среди них была и икона Тихвинской Божией Матери, которая потом оказалась в США. Часть священников также уехали в Ригу, оттуда на пароходе их переправили в Гданьск, а потом в Чехословакию. Все сотрудники миссии, кроме уехавших на Запад, были арестованы органами НКВД. Им инкриминировалось сотрудничество с оккупационными властями. Многие из них были отправлены в трудовые лагеря, большинство тех, кто дожил до освобождения, вернулись в родные места, где возобновили своё служение.
В 2010 году Владимиром Хотиненко был снят художественный фильм «Поп», рассказывающий историю священника Псковской миссии, правда его герой, в отличие от прототипов, не являлся убежденным противником Советского государства.

### Поддержка Красной Армии
Одновременно с этим, на контролируемых СССР территориях РПЦ оказывала поддержку Красной Армии (обращение к верующим Патриаршего Местоблюстителя митрополита Сергия от 22 июня 1941 года распространялось по храмам с первых дней войны (хотя смогло появиться в прессе только в 1943 году, когда РПЦ позволили восстановить издание своего единственного печатного органа — Журнала Московской Патриархии, закрытого в 1935 году)), в том числе во время блокады Ленинграда, организовала ряд акций в борьбе против фашистской армии (перечисление денежных средств в фонды обороны и Красного Креста, сбор одежды и продовольствия в приходах, сбор средств на постройку танковой колонны имени Дмитрия Донского). Иерархи и простое священство оказывали сопротивление политике Германии в отношении Православной Церкви. В сформированную в ноябре 1941 года Комиссию по расследованию фашистских преступлений был включен митрополит Киевский Николай Ярушевич.

### Церковное осуждение коллаборационизма
8 сентября 1943 года митрополит Сергий (Страгородский), митрополит Алексий (Симанский), митрополит Николай (Ярушевич), архиепископ Лука (Войно-Ясенецкий) и 15 других архиереев подписали постановление, осуждающее мирян и членов духовенства, радушно встречающих оккупантов, переходящих к ним на службу и предающих в руки нацистов своих собратьев, в том числе партизан и иных защитников Родины. Коллаборационисты сравнивались с Иудой Искариотом. Архиереи напомнили о Божием суде над предателями, провозгласили извержение из сана предавших Церковь клириков и отлучение мирян.

### Запрет поместных церквей
В некоторых случаях германские оккупационные власти запрещали поместные церкви. Так, 27 сентября 1942 года в связи с убийством обергруппенфюрера СС Рейнхарда Гейдриха была запрещена Православная Церковь Чешских земель и Словакии (православные священники укрыли в кафедральном соборе святых Кирилла и Мефодия группу чешских агентов, заброшенных из Великобритании и расстрелявших Гейдриха). Её Предстоятель епископ Горазд и несколько священников были расстреляны, имущество Церкви конфисковано, храмы закрыты, духовенство подвергнуто арестам и заключениям, миряне отправлялись на принудительные работы в Германию.

### Разногласия в отношении к генералу Власову
В начале сентября 2009 года Синод РПЦЗ выступил с заявлением, в котором выразил несогласие с мнением тех, кто считает генерала Андрея Власова предателем России. Это явилось положительным отзывом на книгу протоиерея Георгия Митрофанова «Трагедия России. „Запретные“ темы истории XX века». В Московском патриархате отметили, что «симпатии к Власову традиционно разделяет часть старой русской эмиграции, во внимание к позиции которой, очевидно, и был принят этот документ Архиерейского Синода». Протоиерей Всеволод Чаплин, глава синодального Отдела по взаимоотношениям Церкви и общества, сказал, что «существуют разные оценки личности генерала Андрея Власова, но это не должно разделять верующих».
Протоиерей Димитрий Смирнов, председатель синодального Отдела по взаимодействию с Вооружёнными силами, заявил, что «с генералом Власовым произошло то же самое, что с апостолом Иудой». Священник подчеркнул, что «если мы будем изучать биографию генерал-лейтенанта Власова, то увидим, что эти хрестоматийные корни предательства там целиком и полностью присутствуют».
Ряд известных деятелей РПЦ (в том числе архимандрит Тихон (Шевкунов) и протодиакон Андрей Кураев) выступили с осуждением попытки реабилитации Власова. Профессор Московской духовной академии Алексей Светозарский назвал книгу протоиерея Георгия Митрофанова «провокативной и идеологизированной».

## Нацизм и свидетели Иеговы
Во времена нацистского правления в Германии Гитлер полностью запретил деятельность свидетелей Иеговы. Тысячи представителей этой религии прошли через концлагеря и тюрьмы, где многие из них умерли. Около 200 молодых людей, отказавшихся воевать в гитлеровской армии, были казнены.

## Нацизм и ислам

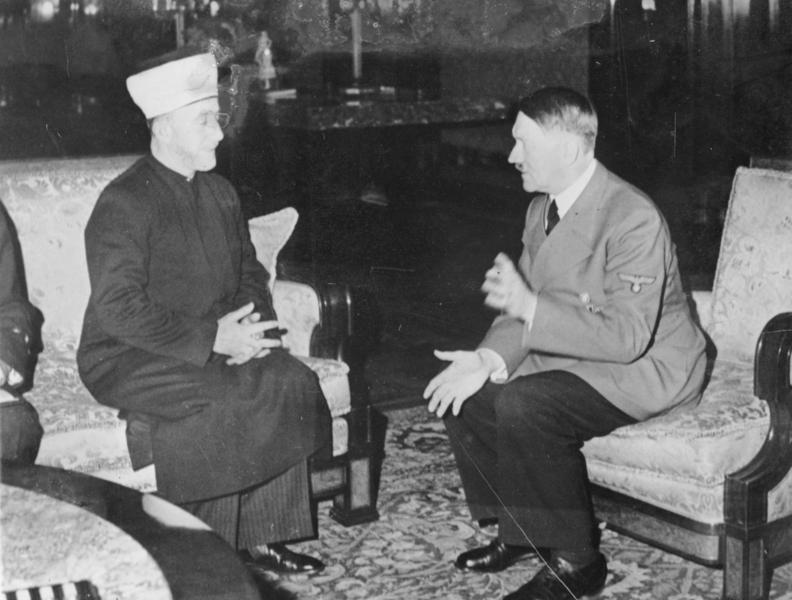
Мохаммад Амин аль-Хусейни и Адольф Гитлер

Адольф Гитлер активно сотрудничал с некоторыми мусульманскими религиозными лидерами. С 1941 по 1945 год в качестве почётного гостя нацистской Германии в Берлине жил муфтий Иерусалима Мохаммад Амин аль-Хусейни.
Как сообщалось в сводке новостей из Берлина, «фюрер приветствовал Великого муфтия Иерусалима, одного из наиболее выдающихся представителей арабского национального движения». В ходе встречи аль-Хусейни называл Гитлера «защитником ислама», а тот, в свою очередь, пообещал муфтию уничтожить еврейские элементы на Ближнем Востоке.

## Нацизм и буддизм
В 1938—1939 гг., немецкими учеными во главе с штурмбаннфюрером СС Эрнстом Шефером и под эгидой Аненербе, была проведена экспедиция в Тибет. На основании проведенных антропометрических замеров среди тибетцев, были найдены «наукообразные» подтверждения о принадлежности тибетцев к древним арийцам.
Кроме того, авторитетный в нацистской Германии мистик Карл Вилигут, считавший древнегерманский эпос истинной германской религией, «полагал, что спасшийся от смерти „бог весны“ Бальдр скрылся на Востоке и там основал индоарийский культ. Впоследствии который повлиял на возникновение буддизма».

## Нацизм и атеизм
Сразу после прихода к власти Гитлер запретил организации, поддерживающие свободу вероисповедания (такие как немецкая Лига Вольнодумцев) и организовал «движение против безбожников». В 1933 году он заявил: «Мы начали борьбу против атеистического движения, и она не ограничилась несколькими теоретическими декларациями: мы его искореняли».